# Saint-Léger-la-Montagne
Saint-Léger-la-Montagne település Franciaországban, Haute-Vienne megyében. Lakosainak száma 358 fő (2022. január 1.). Saint-Léger-la-Montagne Bersac-sur-Rivalier, Ambazac, Jabreilles-les-Bordes, La Jonchère-Saint-Maurice, Razès, Saint-Laurent-les-Églises, Saint-Sulpice-Laurière és Saint-Sylvestre községekkel határos.

## Népesség
A település népessége az elmúlt években az alábbi módon változott:
| Lakosok száma | 332  | 344  | 351  | 348  | 350  | 350  | 351  | 353  | 358  |
|               | 2013 | 2015 | 2016 | 2017 | 2018 | 2019 | 2020 | 2021 | 2022 |